# Жюно, Жан Андош
О жене военачальника см. Жюно, Лора
Жан Андош Жюно (фр. Jean Andoche Junot; 24 сентября 1771, Бюсси-ле-Гран — 29 июля 1813, Монбар) — французский военный деятель, генерал-полковник гусар (с 6 июля 1804 года), дивизионный генерал (c 20 ноября 1801 года). Руководил французским завоеванием Португалии и взятием Лиссабона, за что 15 января 1809 года получил победный титул герцога Абрантеса (фр. duc d'Abrantès).

## Детство Жюно. Обучение в Шатийонском коллеже. Вступление в Национальную гвардию
«Ураган» или «Жюно-буря», как впоследствии называл его Наполеон Бонапарт, родился и вырос в крошечном городке Бюсси-ле-Гран, что в 60 километрах от Дижона — столицы старой Бургундии. Его отец был зажиточным торговцем и занимался сбытом леса. Он хотел, чтобы его младший сын (в семье было трое детей, причём Жан Андош был третьим по счету) получил хорошее образование, желательно юридическое, и стал известным и уважаемым человеком.
Служба в армии для детей мещанского сословия до Революции 1789 года не была обязательной, а потому ничто не мешало Жюно-старшему реализовать свой замысел в отношении сына. После недолгого обучения на дому он отправил Жана Андоша в коллеж городка Шатийон-сюр-Сен, где тому предстояло изучать историю, античную и французскую литературу и другие предметы. В том же коллеже Жюно познакомился с Мюироном (впоследствии ставшим адъютантом Наполеона и погибшим в сражении на Аркольском мосту в 1796 году, где он получил смертельное ранение картечью, прикрывая телом своего генерала) и будущим маршалом Империи Мармоном. Жюно и Мюирон, преисполненные революционным пылом, бросив учёбу, записались 1 сентября 1791 года волонтёрами в батальон Национальной гвардии, формировавшийся в департаменте Кот-д’Ор.
20 апреля 1792 года Франция объявила войну Австрии, которая за два месяца до этого объединилась в военный союз с Пруссией. Батальон Жюно в июле того же года был отправлен в Северную армию, где бургундец со странным именем Андош очень скоро снискал себе славу отчаянного храбреца. Не прошло и двух месяцев после прибытия на передовую, как товарищи по оружию избрали его сначала сержантом, а затем и старшим сержантом.
Все шло хорошо, пока Жюно не получил серьёзного ранения в бою при Ла-Глизуэле (11 июня 1792 года) — сабля австрийского кавалериста чуть не раскроила ему череп. В госпитале, однако, неугомонный Жюно надолго не задержался. Едва его рана зарубцевалась, он тотчас отправился на фронт. Вскоре он получил звание сержанта и снова был ранен 16 мая 1793 года во время службы в Рейнской армии. В это время товарищи Жюно дали ему прозвище «Буря» (фр. la Tempête). Затем батальон Жюно перебросили вначале в армию Восточных Пиренеев, а потом направили под Тулон.

## Знакомство с Наполеоном. Участие вИтальянском походе
Первая встреча будущего покорителя Европы с Жюно произошла во время осады Тулона, когда Наполеону потребовался писарь, и ему порекомендовали отважного бургундца по фамилии Жюно, который обладал каллиграфическим почерком. Сразу после того, как он закончил писать продиктованный приказ, ядро, пущенное с вражеской позиции, ударило в батарейный вал и засыпало и его, и ту бумагу, которую он составлял. Отряхнувшись, Жюно якобы воскликнул: «Нам повезло! Теперь не надо посыпать чернила песком». Бонапарт, восхищенный храбростью «писаря», сделал его своим адъютантом.
После Тулона произведённый в лейтенанты Жюно сопровождал Великого корсиканца во время первой Итальянской кампании 1796 года, вместе с Мармоном поддерживал его в 1795 году, участвовал в славном Итальянском походе 1796—1797 годов. Жюно стал первым вестником победы, которого Наполеон отправил в Париж с захваченными у неприятеля знамёнами. Именно он сопровождал супругу генерала, Жозефину, из французской столицы в Милан. В поездке у Жюно завязался роман с компаньонкой Жозефины, однако Жозефина помешала их отношениям.
3 августа 1796 года в ходе сражения при Лонато Жюно, преследуя отряд улан под командованием полковника Бендера, был окружен вражескими конниками, сбит с лошади и поражён шестью сабельными ударами в голову, которые впоследствии послужили причиной его трагической гибели. Оправившись от раны, он участвовал в битвах при Арколе и Тальяменто.
В 1797 году он был отправлен с ответственной миссией в Венецию, где началось антифранцузское восстание. 3 июня 1797 года «Жюно-буря» обрушился на войска папы римского Пия VI, осмелившегося бросить вызов Франции, и разбил их у реки Сенньо.

## В стране фараонов (1798—1800). Возвращение на родину. Недолгая опала
С 1798—1799 годах Жюно участвовал в Египетском походе. 9 января 1799 года Бонапарт произвёл его в бригадные генералы (окончательно он был утверждён в этом звании лишь 27 июня 1800 года), а на следующий день назначил командующим французскими войсками на Суэце. Именно Жюно сообщил Наполеону о неверности его жены Жозефины, что по мнению историков, Бонапарт так и не смог простить своему лучшему другу.
В сражении при Назарете 30 июня 1799 года во главе 300 солдат Жюно отразил атаку 10-тысячного авангарда турецкой армии и лично зарубил сына Мурад-бея (так называемая «вторая битва при Назарете»). Также бесстрашно он крушил врага при Абукире, Александрии, Яффе.
Помимо сражений, Жюно «отличился» тем, что вызвал на дуэль генерала Ланюсса, позволившего себе непочтительное высказывание в адрес Наполеона. В ходе этой дуэли «Буря» пострадал за друга, получив тяжёлое ранение в живот.

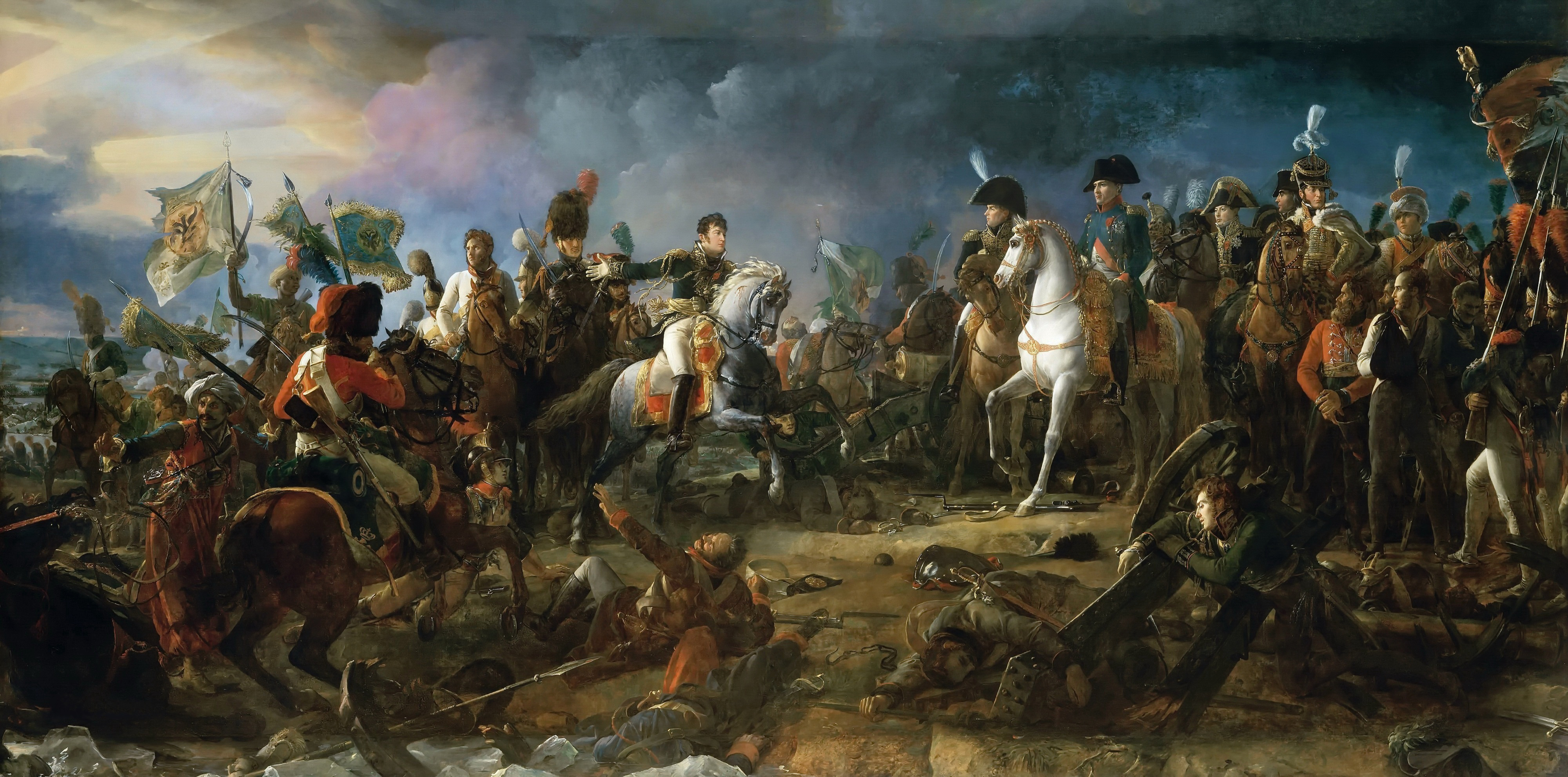
Битва при Аустерлице. Ж. А. Жюно изображён на втором плане справа, чуть позади Наполеона. На нём мундир генерал-полковника гусар и кивер с белым султаном.

В начале января 1800 года Жюно покинул берега Северной Африки, но его надеждам на скорейшее возвращение во Францию не суждено было сбыться. Корабль, на котором он плыл на родину, был захвачен англичанами, а сам Жюно и его адъютант Лаллеман попали в плен. Лишь 14 июня, в то время когда Первый консул сражался при Маренго, Жюно прибыл в Марсель.
В 1801 году он занял должность коменданта Парижа.
В декабре 1803 года его назначили командиром гренадерского корпуса, формировавшегося в Аррасе. 6 июня 1804 года Жюно получил почётный чин генерал-полковника гусар.
В марте 1805 года Бонапарт направил его послом в Португалию. В качестве одной из причин отправки Жюно из Парижа стало недовольство Наполеона его женой — Лаурой Пермон, которая вела крайне расточительный образ жизни и активно участвовала в придворных интригах. «Ссылка» длилась недолго, ибо уже 1 декабря, накануне сражения при Аустерлице, Жюно прибыл в ставку Наполеона в Моравии. Во время «Битвы трёх императоров» Жан Андош находился рядом с Бонапартом, выполняя функции его первого адъютанта.

## Как губернатор Парижа стал генерал-губернатором Португалии
19 января 1806 года Жюно был назначен губернатором Пармы и Пьяченцы. На этой территории Жюно должен был покончить с то и дело вспыхивавшими крестьянскими восстаниями, что и было сделано самым решительным образом.
19 июля 1806 года он был переведён в Париж на должность губернатора французской столицы, а чуть позже (с 29 июля) — и командующего 1-м военным округом.
2 августа 1807 года Наполеон, чтобы пресечь роман Жюно со своей сестрой Каролиной Мюрат, отправил «Бурю» в Байонну, где ему надлежало стать во главе 1-го Жирондского обсервационного корпуса. 18 сентября он по приказу императора перешёл со своим 25-тысячным корпусом реку Бидассоа и вступил в Испанию (даже не уведомив об этом правительство Годоя). Уже 12 ноября Жюно достиг Саламанки, 19 ноября прошёл через Алькантару, и, наконец, 30 ноября его авангард вступил на улицы Лиссабона, брошенного королём Жуаном VI, бежавшим в Бразилию. 23 декабря Жюно официально стал главнокомандующим Армией Португалии. 1 февраля 1808 года Наполеон назначил герцога д’Абрантес генерал-губернатором Португалии, фактически сделав его правителем новой вассальной территории французской империи.

## Конвенция в Синтре. Служба в Германии
Однако спокойная жизнь Жюно продолжалась недолго. Симпатии португальцев к французам очень скоро сменились недовольством, постепенно вылившимся в партизанскую войну, которая стала доставлять французским оккупационным властям массу неприятностей. Известие о предстоящей высадке английских войск на Пиренейском полуострове послужило условным сигналом ко всеобщему восстанию, которое вспыхнуло в июне 1808 года на севере страны и охватило такие города, как Опорто, Авейру, Визеу и Гуарда. 6 августа того же года 20-тысячный экспедиционный корпус под командованием А. Уэллсли (будущего герцога Веллингтона) действительно высадился на португальском побережье в устье реки Мондегу.
21 августа 1808 года англичане и французы сошлись в решающей битве у Вимейро. Жюно решительно атаковал позиции англичан, но потерпел поражение (при этой атаке англичанами была впервые применена шрапнель) и отступил к Торриш-Ведраш. 30 августа, видя безвыходность сложившегося положения, он подписал конвенцию в Синтре, по которой от него требовалось освободить Португалию, а англичане взамен обязались перевезти его войска со всем оружием, знаменами и багажом во Францию. Подобных «капитуляций» военная история ещё не знала.
Тем не менее, прибыв в Париж, Жюно подал в отставку, которая не была принята. Наполеон отправил генерала командовать 8-м корпусом, сформированным для нового похода в Португалию. 17 декабря перед герцогом д’Абрантес, которого назначили командиром теперь уже 3-го корпуса Армии Испании, поставили новую задачу: ему предстояло захватить Сарагосу. Этот город, в конечном итоге, был взят маршалом Ланном, которого недовольный задержкой Наполеон назначил руководить осадой вместо Жюно. «Буря» сохранял за собой пост командующего 3-м корпусом вплоть до 5 апреля 1809 года. Уже 7 апреля он вернулся во Францию, где до июня восстанавливал силы и лечился в Тиволи, а затем уехал в родную Бургундию.
17 июня 1809 года Жюно получил должность командующего резервной армией в Нюрнберге. Части этой армии по приказу Наполеона выполняли различные задачи, и Жюно, оставшийся фактически с одной дивизией и не поддержанный войсками Жерома Бонапарта, не смог остановить продвижение войск генерала Кинмайера в боях при Гефрес и Бернеке. 9 ноября он был отозван в Париж.

## Новые битвы в Испании (1810—1811)
2 февраля 1810 года Жюно вновь вернулся в Испанию, к своему 8-му корпусу, во главе которого он одержал убедительную победу над испанцами, взяв крепость Асторга. С 17 апреля 1810 года он, наряду с маршалом Неем и генералом Ренье, находился в подчинении у маршала Массены, назначенного командовать французскими силами на Пиренейском театре военных действий. 16 сентября того же года, после ряда сражений в Испании (наиболее крупным из которых стала битва за Сьюдад-Родриго), корпус Жюно перешёл границу Португалии. Дивизии генералов Солиньяка и Клозеля, входившие в состав 8-го корпуса участвовали в преследовании отступавших после сражения при Бусако (27 сентября 1810 года) английских войск, а также отличились при взятии крепости Собрал (11 октября 1810 года). До конца года армия Массены «топталась» возле Торриш-Ведраш, где герцог Веллингтон сумел хорошо окопаться и не давал французам ни малейшего шанса выбить его с занимаемой позиции.
19 января 1811 года генерал Жюно был ранен при Рио-Майор во время перестрелки на аванпостах: одна из пуль попала ему прямо в лицо, сломав нос и пробив щеку.
К весне 1811 стало ясно, что кампания в Португалии и Испании была окончательно и бесповоротно проиграна. Корпус Жюно был распущен, а сам он, в конце марта смог, наконец, вернуться во Францию.

## Последняя кампания Жюно
12 февраля 1812 года Жюно был назначен командиром 2-го итальянского обсервационного корпуса, расквартированного в Милане (под общим командованием Евгения Богарне). Кампания в России, ставшая последней в его карьере, началась для Жюно 28 июля 1812 года, под Оршей, когда после «дезертирства» короля Жерома Бонапарта, он был назначен командиром 8-го (Вестфальского) корпуса Великой армии.
В Смоленском сражении перед ним была поставлена задача совершить обходной манёвр, переправиться через Днепр и отрезать остававшиеся в районе города русские войска, но, встретив на пути непроходимое болото, Жюно не смог выполнить эту операцию. Узнав об этом, Наполеон в сердцах воскликнул: «Жюно упустил русских. Из-за него я теряю кампанию». Взбешённый император хотел даже передать командование корпусом генералу Раппу, но после разговора с генералом Дюроком вернул его обратно Жюно.
В Бородинском сражении вестфальцы поначалу располагались в резерве, севернее деревни Шевардино, а затем были переданы в распоряжение маршала Нея. 8-й корпус участвовал в обходе левого фланга русской армии, но был отброшен войсками генерала К. Ф. Багговута к Утицкому лесу, а затем безуспешно штурмовал Багратионовы флеши.
После занятия Москвы остатки корпуса Жюно были оставлены в Можайске. 10 октября Жюно получил приказ начать отступление к Вязьме.
После сражения под Красным (15—18 ноября) 8-й корпус фактически перестал существовать. В конце января 1813 года разбитый морально и физически герцог д’Абрантес вернулся во Францию.

## Окончательная потеря рассудка. Отставка. Самоубийство

Герб.

13 февраля 1813 года Жюно получил должность генерал-губернатора Иллирийских провинций, включавших в себя Истрию, Далмацию и Рагузу. Одновременно он исполнял обязанности губернатора Венеции.
К июлю состояние здоровья Жюно было расстроено окончательно, и Наполеону не оставалось ничего иного, как отправить своего друга на заслуженный отдых. 22 июля 1813 года «Буря» был официально уволен со службы, а его должность досталась находившемуся в немилости Ж. Фуше.
Жюно вернулся домой в Бургундию, в отцовский дом в Монбаре, где во время одного из приступов жуткой головной боли, вызванной ранениями, выбросился из окна. Смерть наступила не сразу, и ещё несколько дней Жан Андош несказанно мучился (после ампутации поврежденной ноги у него началась гангрена). Умер 29 июля 1813 года.
По рассказам очевидцев (в частности мадам д’Абрантес), когда Наполеону сообщили о смерти его «адъютанта», он сказал: «Это был храбрый парень, этот Жюно. Он ходил в огонь, как на бал».
Ж. А. Жюно служил родине 21 год 10 месяцев и 28 дней и был трижды тяжело ранен в голову. Его имя высечено в камне Триумфальной арки и увековечено в названии одной из улиц Парижа.

## Воинские звания
- Младший лейтенант (1793 год);
- Лейтенант (17 января 1794 года);
- Капитан (13 февраля 1795 года);
- Командир эскадрона (24 декабря 1795 года);
- Полковник (10 мая 1796 года);
- Бригадный генерал (9 января 1799 года, утверждён 27 июня 1800 года);
- Дивизионный генерал (20 ноября 1801 года);
- Генерал-полковник гусар (6 июля 1804 года).

## Титулы

Герб герцога.

- Герцог Абрантес и Империи (фр. duc d'Abrantès et de l'Empire; декрет от 19 марта 1808 года, патент подтверждён 15 января 1809 года)[2].

## Награды
Легионер ордена Почётного легиона (11 декабря 1803 года)
 Великий офицер ордена Почётного легиона (14 июня 1804 года)
 Знак Большого Орла ордена Почётного легиона (2 февраля 1805 года)
 Командор ордена Железной короны (25 февраля 1806 года)
 Большой крест португальского ордена Христа (28 февраля 1806 года)

## Образ в кино
- «Наполеон» (немой, Франция, 1927) — актёр Жан Генри
- «Королевский развод[англ.]» (Великобритания, 1938) — актёр Ромилите Лунге[англ.]
- «Удивительная судьба Дезире Клари[фр.]» (Франция, 1942) — актёр Жорж Грэй[англ.]
- «Наполеон: путь к вершине» (Франция, Италия, 1955) — актёр Жан Пиа
- «Имперская Венера» (Италия, Франция, 1962) — актёр Марко Гульельми[итал.]